# Примроуз, Арчибальд Джон, 4-й граф Розбери
Арчибальд Джон Примроуз, 4-й граф Розбери (англ. Archibald John Primrose, 4th Earl of Rosebery; 14 октября 1783 — 4 марта 1868) — британский политик и пэр. Он носил титул учтивости — виконт Примроуз с 1783 по 1814 год.

## Происхождение и образование
Родился 14 октября 1783 года. Старший сын Нила Примроуза, 3-го графа Розбери (1729—1814), и его второй жены Мэри Винсент (? — 1823).
Его бабушкой и дедушкой по отцовской линии были Джеймс Примроуз, 2-й граф Розбери (1691—1765), и Мэри Кэмпбелл (дочь достопочтенного Джона Кэмпбелла, который сам был сыном 9-го графа Аргайл, и Элизабет Эльфинстон, дочь 8-го лорда Эльфинстона). Его бабушкой и дедушкой по материнской линии были сэр Фрэнсис Винсент, 7-й баронет, и Мэри Говард (дочь генерал-лейтенанта достопочтенного Томаса Говарда, который занимал пост губернатора Бервика, и Мэри Мортон, младшая дочь Уильяма Мортона, епископа Мита).
Он получил образование в Пембрук-колледже в Кембридже, получив степень магистра искусств в 1804 году .

## Карьера
Арчибальд Джон Примроуз заседал в Палате общин Великобритании от Хелстона (1805—1806) и Кашела (1806—1807).
25 марта 1814 года после смерти своего отца Арчибальд Джон Примроуз унаследовал титулы 4-го графа Розбери (Пэрство Шотландии), 4-го виконта Инверкейтинга (Пэрство Шотландии), 4-го лорда Далмени и Примроуза (Пэрство Шотландии), 4-го лорда Примроуза и Далмени (Пэрство Шотландии), 4-го виконта Розбери (Пэрство Шотландии) и 8-го баронета Примроуза из Кэррингтона.
26 января 1828 года для него был создан титул барона Розбери из Розбери в графстве Мидлотиан (Пэрство Соединённого королевства), что давало ему и его потомкам автоматическое право заседать в Палате лордов Великобритании.
Шотландский пэр-представитель в Палате лордов Великобритании в 1818, 1820 и 1826 годах. Член Тайного совета Великобритании в 1831 году, кавалер Ордена Чертополоха (1840), лорда-лейтенант Линлитгоушира (1863—1868).
Член Лондонского Королевского общества.

## Личная жизнь

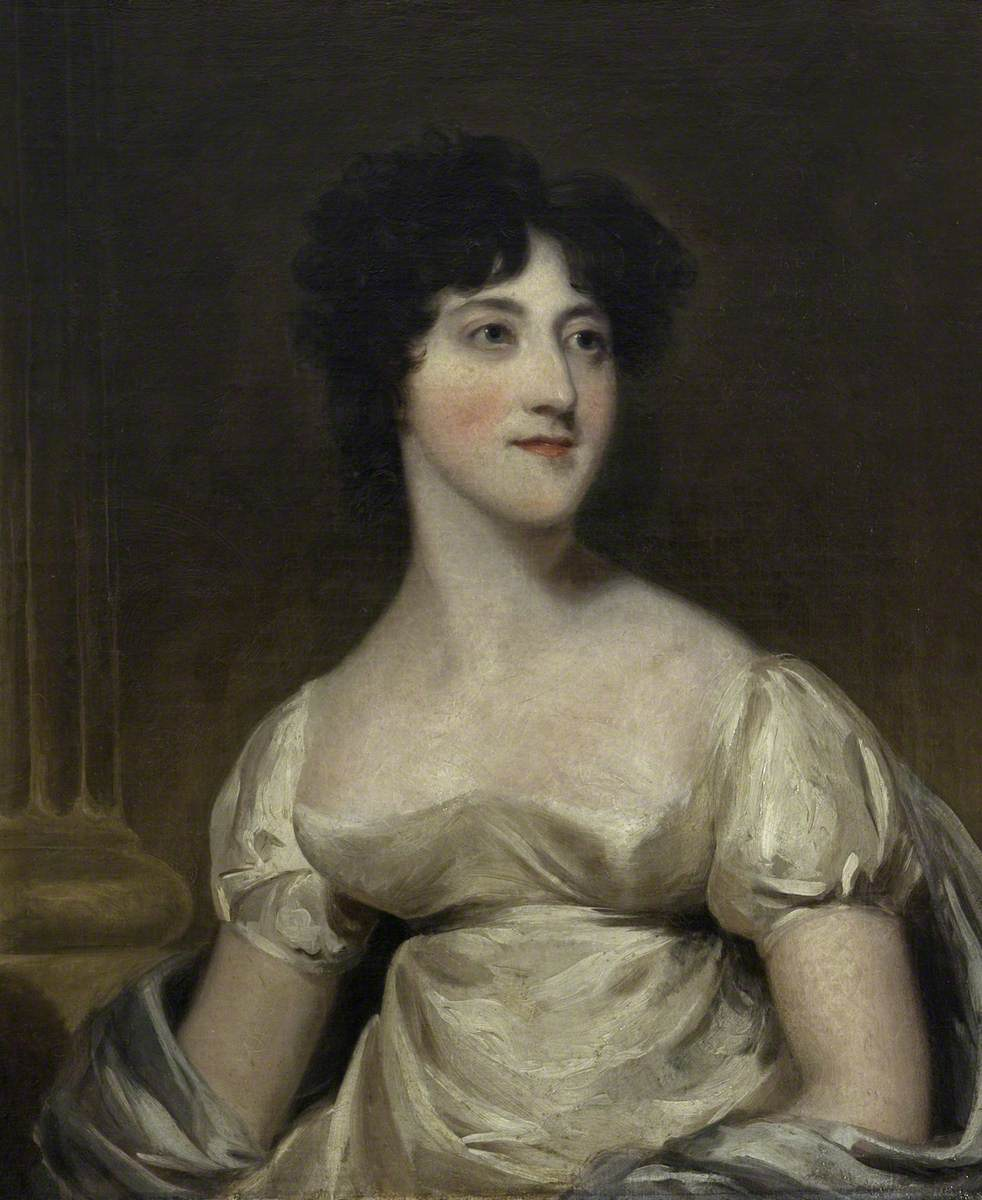
Портрет достопочтенной Энн Маргарет Энсон (второй жены 4-го графа Примроуза), Томас Барбер, ок. 1815 г.

20 мая 1808 года лорд Розбери женился в первый раз на Гарриетт Бувери (? — 9 декабря 1834), дочери достопочтенного Бартоломея Бувери (сына 1-го графа Рэднора). До развода в 1815 году у них было четверо детей:
- Арчибальд Джон Примроуз, лорд Далмени[англ.] (2 октября 1809 — 23 января. 1851), депутат парламента от Стерлинг-Бергса, который в 1843 году женился на леди Кэтрин Стэнхоуп, дочери Филиппа Стэнхоупа, 4-го графа Стэнхоупа, и достопочтенной Кэтрин Смит (дочери 1-го барона Каррингтона)[1].
- Леди Гарриет Примроуз (13 октября 1810 — 8 марта 1876), в 1835 году она вышла замуж за сэра Джона Данлопа, 1-го баронета, сына генерал-лейтенанта сэра Джеймса Данлопа[1]
- Леди Мэри Энн Примроуз (23 апреля 1812 — 19 мая 1826), умершая незамужней в возрасте 14 лет[1].
- Достопочтенный Бувери Фрэнсис Примроуз[англ.] (19 сентября 1813 — 20 марта 1898), в 1838 году он женился на достопочтенной Фредерика София Энсон, дочери Томаса Энсона, 1-го виконта Энсона[англ.], и леди Энн Маргарет Кук (дочери 1-го графа Лестера). Фредерика была младшей сестрой второй жены 4-го графа Анны[1].

Леди Розбери вызвала общественный скандал, когда у нее был роман со своим зятем, сэром Генри Сент-Джоном-Милдмэем, 4-м баронетом (вдовцом ее покойной сестры Шарлотты). Она развелась с лордом Розбери и вышла замуж за Сент Джона-Милдмэя в Штутгарте после получения специального разрешения короля Вюртемберга. 12 августа 1819 года лорд Розбери вторым браком женился на достопочтенной Энн Маргарет Энсон (3 октября 1796 — 19 августа 1882), старшей дочери Томаса Энсона, 1-го виконта Энсона, и леди Энн Маргарет Кок (дочери 1-го графа Лестера). У супругов было двое детей:
- Леди Энн Примроуз (22 августа 1820 — 17 сентября 1862), в 1848 году она вышла замуж за достопочтенного Генри Тафнелла[англ.], члена парламента от Ипсвича и Девонпорта[1].
- Леди Луиза Примроуз (4 мая 1822 — 23 марта 1870), которая умерла незамужней[1].

Лорд Розбери скончался 4 марта 1868 года в возрасте 84 лет.